# Studená (Észak-plzeňi járás)
Studená település Csehországban, a Észak-plzeňi járásban. Studená Chříč, Holovousy, Hlince, Chlum és Zvíkovec településekkel határos. Lakosainak száma 33 fő (2024. január 1.).

## Népesség
A település lakosságának változását az alábbi diagram mutatja:
| Lakosok száma | 286  | 147  | 135  | 62   | 46   | 40   | 37   | 36   | 34   | 33   |
|               | 1869 | 1900 | 1921 | 1961 | 1980 | 2011 | 2016 | 2019 | 2021 | 2024 |